# Яроцка, Ирена
Ирена Ванда Яроцка (пол. Irena Wanda Jarocka; 18 августа 1946, Сребрна Гура, Великопольского воеводства Польша — 21 января 2012, Варшава) — польская эстрадная певица.

## Биография
Выступать Ирена начала в раннем возрасте, участвуя в конкурсах самодеятельности. Сотрудничала с эстрадным ансамблем военно-морского флота. Дебютировала в 1966 году в гданьском клубе «Рыжий кот». В 1967 г. впервые выступила на Фестивале польской песни в Ополе. Первый настоящий успех пришёл к певице, выступившей на той же сцене в 1967 г. с песней «Gondolierzy znad Wisły».
Неоднократно выступала на сопотском Международном фестивале песни.
В 1969—1973 годах училась в Париже. Совершенствовала своё вокальное мастерство в консерватории Petit Conservatoire de la Chanson при парижской Олимпии. Там же записала несколько альбомов на студии Philips. Гастролировала с такими звездами, как Шарль Азнавур, Мирей Матьё, Мишель Сарду, Энрико Масиас и др.
В Польше выступала совместно с ансамблями «Polanie» , Czerwone gitary и Budka Suflera. Кроме Польши, гастролировала в Австралии, Болгарии, ГДР, Канаде, Чехословакии, Люксембурге, Италии, Португалии, СССР, США, Франции, ФРГ, Швейцарии и ряде др.
Классическая эстрадная певица золотой эпохи поп-музыки. Стала широко известна благодаря своим грамзаписям и радиохитам, а также многочисленным выступлениям на песенных фестивалях, участию в телевизионных программах.
В 1990 году переехала с мужем в США. Продолжала участвовать в концертах, работала в общественных организациях, много путешествовала.
В 2007 г. вернулась в Польшу. Продолжила запись альбомов — последний из них «Bo znów są święta», был выпущен два года назад. В течение нескольких месяцев боролась с раком. Умерла 21.01.2012 года и похоронена на Варшавском кладбище «Старые Повонзки».

## В кино и театре
В 1976 г. снялась в фильме «Я бабочка или романс 40-летнего» в роли певицы Ирены Орской. В 1978 году в фильме финского ТВ «Haloo Varsova, täällä Helsinki».
Исполнила несколько песен в фильмах «Сколько хватит жизни», «Бар Atlantic», «Я бабочка», «Лица и маски» и «Просто человек».
Сыграла в Вашингтоне в Театре Польском в пьесе «Piękny Widok» Мрожека.

## Личная жизнь
Ирена Яроцка в 1972 году вышла замуж за композитора Мариана Захаревича. Он представлял её интересы и в шоу-бизнесе. Пара развелась в 1977 году.
В 1982 году родила дочь Монику. Её вторым мужем был Михал Соболевский. С ученым певица познакомилась во время визита в Советский Союз. Мужчина в 1989 году получил предложение работы в Техасском университете. Вскоре семья отправилась в США.

## Дискография

### Альбомы
- 1974 — W cieniu dobrego drzewa
- 1976 — Gondolierzy znad Wisły
- 1977 — Wigilijne życzenie
- 1977 — Koncert
- 1978 — Być narzeczoną twą
- 1981 — Irena Jarocka
- 1987 — Irena Jarocka
- 1992 — My French Favorites
- 2001 — Mój wielki sen
- 2004 — Kolędy bez granic
- 2008 — Małe rzeczy
- 2010 — Ponieważ znów są Święta

### Синглы
- 1969 — Il faut y croire/Tu me reviendras
- 1970 — Tant que la barque va/Et ce sera moi
- 1974 — Śpiewam pod gołym niebem/Wymyśliłam Cię/Nie wrócą te lata/W cieniu dobrego drzewa
- 1975 — Junge Liebe/Warum weint der Wind
- 1975 — Kocha się raz/Zawsze pójdę z tobą
- 1976 — Sag ihm, das ich ihn liebe/Auf dem Bahnsteig Nr. 8
- 1976 — Odpływają kawiarenki/Przeczucie
- 1976 — Sto lat czekam na twój list/By coś zostało z tych dni
- 1977 — Morgenrot/Unser Zelt aus Stroh
- 1978 — Garść piasku/Chyba się warto o mnie bić
- 1978 — Niech tańczą nasze serca/Mój słodki Charlie
- 1978 — Nie wiadomo, który dzień/Wszystko dam
- 1978 — Być narzeczoną twą/Przeoczone, zawinione
- 1978 — Nadzieja/Był ktoś
- 1979 — Piosenka spod welonu/Mon Harley Davidson/Plaisir d’amour/Aranjuez mon amour
- 1980 — To za mało/Nie odchodź jeszcze
- 1981 — Tańczy niedziela/Gimmie Some Lovin'
- 1981 — Mam temat na życie/Bliski sercu dzień
- 2001 — Magia księżyca/Dance Remix: Motylem jestem, Kawiarenki, Nie wrócą te lata
- 2002 — Na krakowską nutę — duet z zespołem Wawele
- 2008 — Małe rzeczy
- 2009 — No to co
- 2010 — Break Free — duet z Michaelem Boltonem
- 2010 — Ponieważ znów są Święta

### Сборники
- 1995 — Wielkie przeboje
- 1995 — Kolekcja vol.1
- 1995 — Kolekcja vol.2
- 1998 — Odpływają kawiarenki — Złota kolekcja
- 2002 — Złote przeboje — Platynowa kolekcja
- 2003 — Motylem jestem
- 2006 — Moje złote przeboje — Platynowa kolekcja
- 2006 — Piosenki o miłości — Platynowa kolekcja
- 2010 — Największe przeboje 1 — nowe nagrania największych przebojów, cz. 1
- 2010 — Największe przeboje 2 — nowe nagrania największych przebojów, cz. 2

## Награды и премии
- 1968 — I место в телевизионном конкурсе песни
- 1971 — награда «Серебряный горностай» на фестивале в Ренн
- 1973 — награда «Серебряный Перстень» на фестивале военной песни в Колобжеге
- 1975 — II награда на Coupe d’Europe Musicale в Австрии
- 1976 — поощрительный приз на фестивале в Токио (Япония)
- 1976 — награда «Серебряный гвоздь сезона 1975» редакции газеты «Kurier Polski»
- 1978 — поощрительный приз на фестивале в Па́льма-де-Мальо́рка
- 1978 — II награда на фестивале в Дрездене
- 1978 — поощрительный приз на фестивале в Лимасол (Кипр)